# Стадион Енио Тардини
Стадион Енио Тардини (итал. Stadio Ennio Tardini) фудбалски је стадион у Парми. Стадион је од 1923. домаћин фудбалског клуба Парма. Стадион је добио име по Енију Тардинију, једном од бивших председника клуба.